# Tușnadu Nou
Tușnadu Nou (węg. Újtusnád) – wieś w Rumunii, w okręgu Harghita, w gminie Tușnad. W 2011 roku liczyła 1075 mieszkańców.